# Pelourinho de Enxara dos Cavaleiros
O Pelourinho de Enxara dos Cavaleiros situa-se na aldeia de Enxara dos Cavaleiros, na atual freguesia de Enxara do Bispo, Gradil e Vila Franca do Rosário, Município de Mafra, Distrito de Lisboa, Portugal.
Está classificado como Imóvel de Interesse Público desde 1933.
A data provável da sua construção será 1519, data da atribuição de foral por D. Manuel. Nos anos 1940/50 monumento foi desmembrado e aberto um poço no seu lugar. Em 1969/70, toda a praça foi reconstruida tendo o pelourinho regressado ao seu lugar original, instalado sobre um soco constituído por três degraus octogonais de parapeito, talvez quinhentista, sobre o qual se ergue directamente o fuste facetado. Este é constituído por três troços distintos: o primeiro, de maiores dimensões, levanta-se até meia altura, é mais largo no arranque, e regista ainda vestígios de elementos decorativos indistintos na base; tal como o último troço, mais pequeno, pode ser uma peça original. Entre ambos ergue-se um troço de fuste de pedra e talhe distintos, obviamente da última reconstrução. Sobre este fuste não chegou a ser colocado o remate original, que ainda existia em 1951..